# Adams County (Wisconsin)
Das Adams County ist ein County im US-amerikanischen Bundesstaat Wisconsin. Im Jahr 2020 hatte das County 20.654 Einwohner und eine Bevölkerungsdichte von 12,3 Einwohnern pro Quadratkilometer. Der Verwaltungssitz (County Seat) ist Friendship.

## Geografie
Das County liegt etwas südlich des geografischen Zentrums von Wisconsin und hat eine Fläche von 1783 Quadratkilometern, wovon 106 Quadratkilometer Wasserfläche sind. Die niedrigste Stelle liegt bei 310 m und die höchste bei 415 m. Durch das County fließen der Wisconsin River und der Lemonweir River. An das Adams County grenzen an folgende Nachbarcountys:
| Wood County   |                                             | Portage County                    |
| Juneau County | Kompassrose, die auf Nachbargemeinden zeigt | Waushara County, Marquette County |
| Sauk County   |                                             | Columbia County                   |

## Geschichte

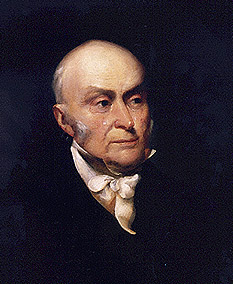
John Quincy Adams

Das Adams County wurde am 11. März 1848 aus Teilen des Portage County gebildet. Benannt wurde es nach John Quincy Adams, dem sechsten Präsidenten der USA.

## Bevölkerung

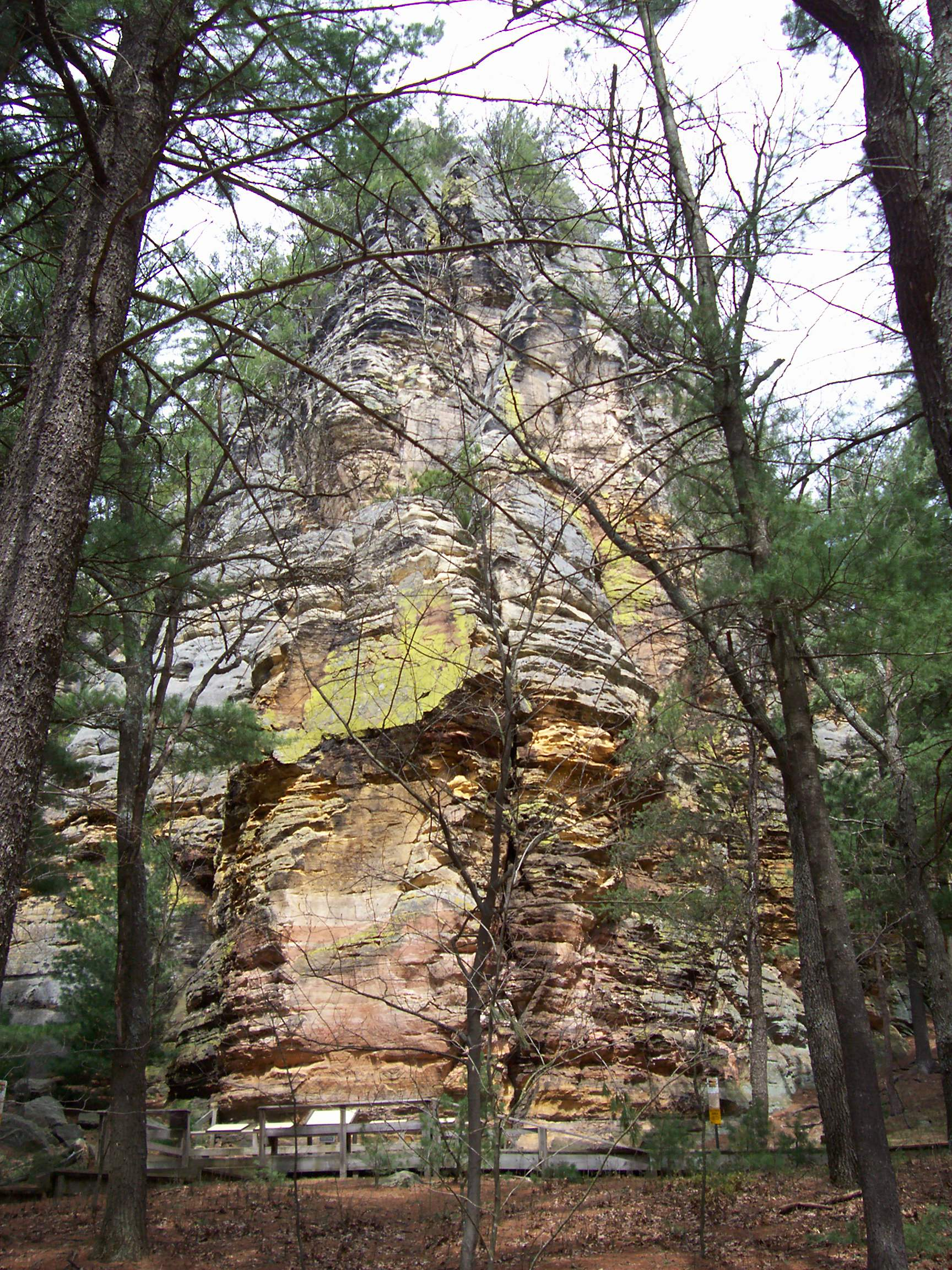
Felsen im Roche-a-Cri State Park

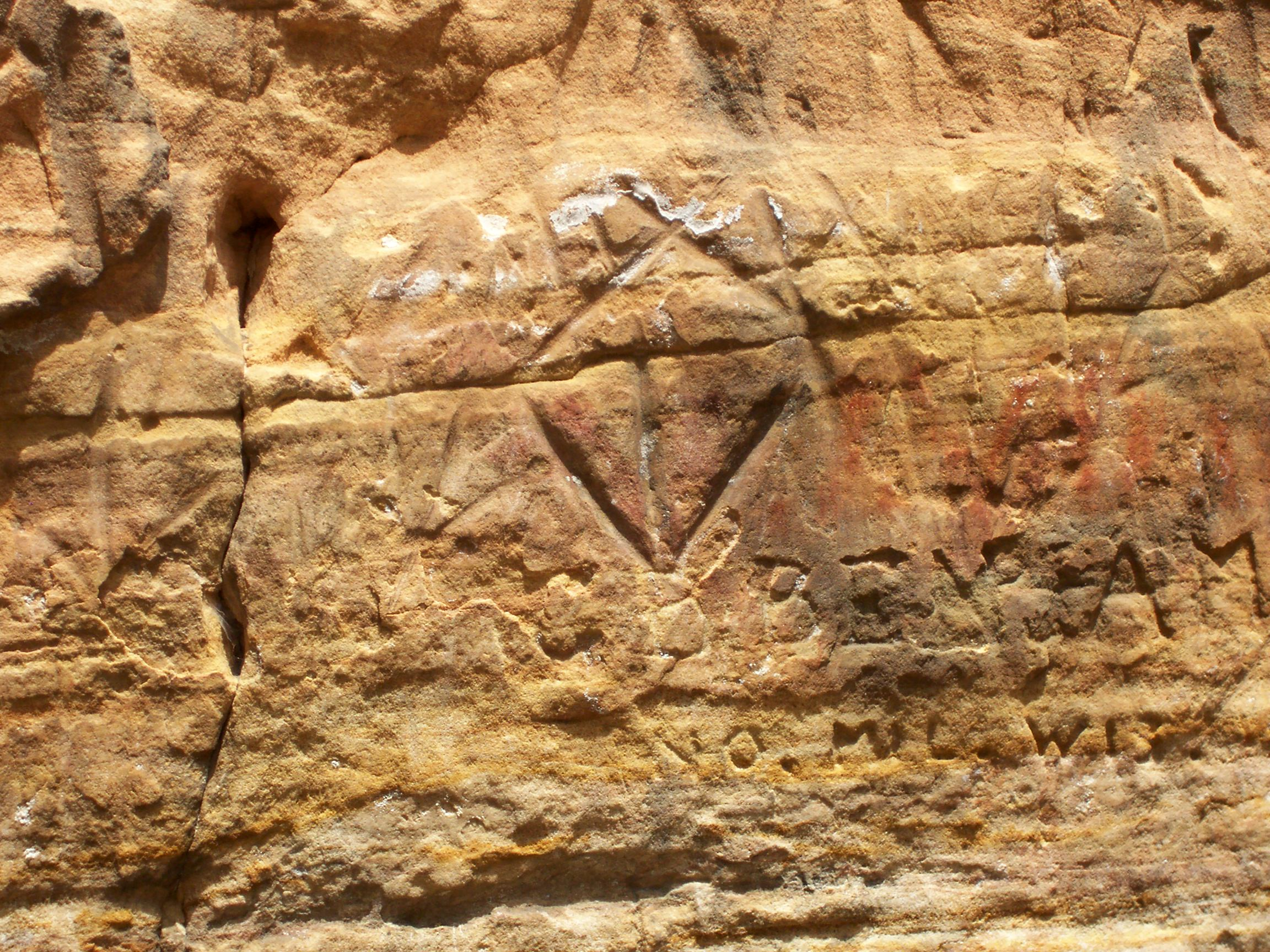
Im NRHP gelistete Felszeichnungen im Roche-a-Cri State Park

Nach der Volkszählung im Jahr 2010 lebten im Adams County 20.875 Menschen in 9168 Haushalten. Die Bevölkerungsdichte betrug 12,4 Einwohner pro Quadratkilometer. In den 9168 Haushalten lebten statistisch je 2,12 Personen.
Ethnisch betrachtet setzte sich die Bevölkerung zusammen aus 93,9 Prozent Weißen, 3,3 Prozent Afroamerikanern, 1,1 Prozent amerikanischen Ureinwohnern, 0,4 Prozent Asiaten, 0,1 Prozent Polynesiern sowie aus anderen ethnischen Gruppen; 1,2 Prozent stammten von zwei oder mehr Ethnien ab. Unabhängig von der ethnischen Zugehörigkeit waren 3,8 Prozent der Bevölkerung spanischer oder lateinamerikanischer Abstammung.
15,7 Prozent der Bevölkerung waren unter 18 Jahre alt, 58,8 Prozent waren zwischen 18 und 64 und 25,5 Prozent waren 65 Jahre oder älter. 45,8 Prozent der Bevölkerung war weiblich.

Das jährliche Durchschnittseinkommen eines Haushalts lag bei 41.152 USD. Das Pro-Kopf-Einkommen betrug 22.296 USD. 12,4 Prozent der Einwohner lebten unterhalb der Armutsgrenze.

## Ortschaften im Adams County
| Citys - Adams - Wisconsin Dells1 | Village - Friendship |

Andere Census-designated places (CDP)
| - Arkdale - Dellwood - Grand Marsh | - Lake Arrowhead - Lake Camelot - Lake Sherwood |

Unincorporated Communities
| - Brooks - Big Flats - Big Spring - Brookside | - Cottonville - Easton - Monroe Center - New Rome | - Plainville - Rome - Strongs Prairie - White Creek |

1 – teilweise im Columbia, Sauk und im Juneau County

## Gliederung
Das Adams County ist neben den drei inkorporierten Kommunen in 17 Towns eingeteilt:
| Town                 | Einwohner (2010) | FIPS     |
| -------------------- | ---------------- | -------- |
| Town of Adams        | 1345             | 55-00300 |
| Town of Big Flats    | 1018             | 55-07300 |
| Town of Colburn      | 223              | 55-16075 |
| Town of Dell Prairie | 1590             | 55-19575 |
| Town of Easton       | 1130             | 55-22000 |
| Town of Jackson      | 1003             | 55-37625 |

| Town                | Einwohner (2010) | FIPS     |
| ------------------- | ---------------- | -------- |
| Town of Leola       | 308              | 55-43425 |
| Town of Lincoln     | 296              | 55-44250 |
| Town of Monroe      | 398              | 55-53725 |
| Town of New Chester | 2254             | 55-56525 |
| Town of New Haven   | 655              | 55-56750 |
| Town of Preston     | 1393             | 55-65450 |

| Town                    | Einwohner (2010) | FIPS     |
| ----------------------- | ---------------- | -------- |
| Town of Quincy          | 1163             | 55-65825 |
| Town of Richfield       | 158              | 55-67425 |
| Town of Rome            | 2720             | 55-69275 |
| Town of Springville     | 1318             | 55-76350 |
| Town of Strongs Prairie | 1150             | 55-77800 |